# Vlachovo Březí
Město Vlachovo Březí (německy Wällisch Birken či Wällischbirken) se nachází v okrese Prachatice v Jihočeském kraji. Leží asi 4 km severozápadně od Husince a 8,5 km ssz. od Prachatic, v nadmořské výšce 550 m v Šumavském podhůří při Libotyňském potoce v povodí řeky Blanice. Žije zde přibližně 1 800 obyvatel. Městem probíhá silnice II/144 (Volyně – Husinec). Historické jádro města je městskou památkovou zónou.

## Historie

### Středověk
Počátky vzniku Vlachova Březí lze datovat do druhé poloviny 13. století. Roku 1274 se připomínají bratři Vernéř, Vchyna a Michal ze Březí, a to jako svědkové při prodeji vsi Strašně Vítkem z Krumlova strakonickým johanitům. Jedná se o první zmínku o sídle. Má se však za to, že ves existovala již před tímto datem. První písemná zmínka o existenci kostela a faráře je z roku 1359, kdy bratři Jan, Konrád a Ješek ze Březí dosadili na zdejší faru kněze Oldřicha ze Březí. Další člen březského zemanského rodu, Linhart ze Březí, je připomínán roku 1380 jako purkrabí na nedalekém hradu Helfenburku. Předpokládá se, že již od počátku byla ve Březí tvrz, která byla několikrát vypálena (1468 a 1620), ale vždy obnovena. Při pozdějších úpravách bylo posíleno opevnění, byl vyhlouben příkop a v místě dnešní brány byla vystavěna věž. Kolem roku 1383 přešlo Březí do držení rodu Malovců z Chýnova a po Vlachovi (Vladislavovi) Malovcovi dostala ves roku 1415 jméno Vlachovo Březí.

### Novověk
Roku 1538 povýšil český král Ferdinand I., na základě přímluvy tehdejšího majitele vsi Jana Oldřicha Malovce, ves Vlachovo Březí na městečko, které dostalo svůj znak (modrý štít se vzpínajícím se kozlem), mělo právo na tři trhy ročně a pečetit zeleným voskem. V roce 1569 převzal Vlachovo Březí Jan z Vchynic a o rok později se stal novým majitelem panství Jakub Černín z Chudenic, roku 1623 Jindřich Žákavec ze Žákavy. V letech 1656–1676 patřilo hraběti Karlu Leopoldovi z Caretto-Millesimo. A právě hrabě z  Caretto-Millesimo nechal ve Vlachově Březí přestavět starý kostel na nový – raně barokní. Krátce mezi léty 1676-1680 vlastnil panství baron Matyáš Gottfried z Wunschwitz. V roce 1680 koupil panství Gundakar z Ditrichštejna, v jeho rodu zůstal majetek až do vymření Ditrichštejnů v polovině 19. století. Ditrichštejnové pobývali ve svém hlavním sídelním městě Mikulově na Moravě, na zámku v Libochovicích či u císařského dvora ve Vídni. Roku 1858 vyženili majetek vymírajících knížat z Dietrichsteina rakouská hrabata z Herbersteinu, jinak dědicové zmíněných severočeských Libochovic či Budyně nad Ohří. Těm bylo panství roku 1945 dle dekretů presidenta E. Beneše konfiskováno. Od povýšení Vlachova Březí na městečko se zde začali usazovat jednotliví řemeslníci. V roce 1713 žilo v městečku 6 tkalců, 4 soukeníci, 2 kováři, 2 krejčí, cihlář, hrnčíř, řezník, zámečník a zedník. V druhé polovině 18. století byl nejrozšířenějším cechem cech soukenický. Význam soukenického cechu pak upadl v průběhu 19. století.

### Moderní dějiny
V roce 1868 povýšil český král a rakouský císař František Josef I. Vlachovo Březí na město. Právě v 19. století dosáhlo Vlachovo Březí největšího počtu obyvatelstva ve své historii. Roku 1860 zde žilo 2572 obyvatel. Od tohoto roku počet obyvatel klesal a to především díky nedostatku pracovních příležitostí, minimálnímu rozvoji průmyslu (město nebylo napojeno na žádnou železniční trať) a také značnému vystěhovalectví, především do USA. 19. století bylo také příznivé pro vznik různých spolků a korporací, například místní výbory Národní jednoty pošumavské, Řemeslnické besedy Plánek, Ústřední Matice školské atd. Dynamicky se v této době rozvíjelo i místní školství. První zmínky o škole ve Vlachově Březí sahají až do roku 1662. Obecnou školu posílila roku 1902 smíšená měšťanská škola, kterou roku 1918 navštěvovalo 121 žáků ve třech třídách. Pošta zde úřaduje od roku 1866. Město v té době mělo i svou záložnu, lékárnu, špitál, opatrovnu sester sv. Karla Boromejského, šest mlýnů, soukenickou dílnu a cihelnu.

### Současnost
Od 10. října 2006 byl obci vrácen status města.  V roce 2019 zde po 95 letech opět zahájil činnost pivovar.

## Pamětihodnosti
- Zámek Vlachovo Březí
- Kostel Zvěstování Páně
- Děkanství na náměstí
- Socha svatého Jana Nepomuckého na náměstí
- Kaple svatého Ducha
- Hřbitov
- Židovský hřbitov
- Křížová cesta
- Pivovar
- Kovárna (Vlachovo Březí čp. 21; štít je dílem Jakuba Bursy)[6]
- Socha Panny Marie

### Zámek
Dvoukřídlý barokní zámek s dvorcem na půdorysu písmene L. Na jeho místě byla původně gotická tvrz, která vznikla zřejmě již ve 14. století. Tato tvrz byla již zřejmě za Žákavců přestavěná na raně barokní zámek. Jedna z prvních zmínek o zámku je ve smlouvě z r. 1676 o prodeji panství hr. karlem Leopoldem z Caretto-Millesimo baronu Matyáši G. Wunschwitzovi. Zámek v polovině 18. století opětovně přestavěli Dietrichsteinové. Důraz byl kdysi kladen především na opevnění, dnes je ale téměř zaniklé (poslední zbytek hradební zdi se nachází směrem k náměstí). Během 16. století došlo k dalším úpravám někdejší tvrze v renesančním stylu (sgrafita). Menší severní křídlo zámku je ještě středověkého původu a zřejmě i střední část východního křídla je z této doby. Po druhé světové válce připadl zámek, včetně všech přilehlých objektů, ředitelství Státního statku Šumava, odštěpný závod Vlachovo Březí. Poslední výraznější rekonstrukcí prošel zámek v 60. letech 20. století. V současné době je vlastníkem město Vlachovo Březí, které hledá vhodné využití pro tento objekt.

### Kostel Zvěstování Páně

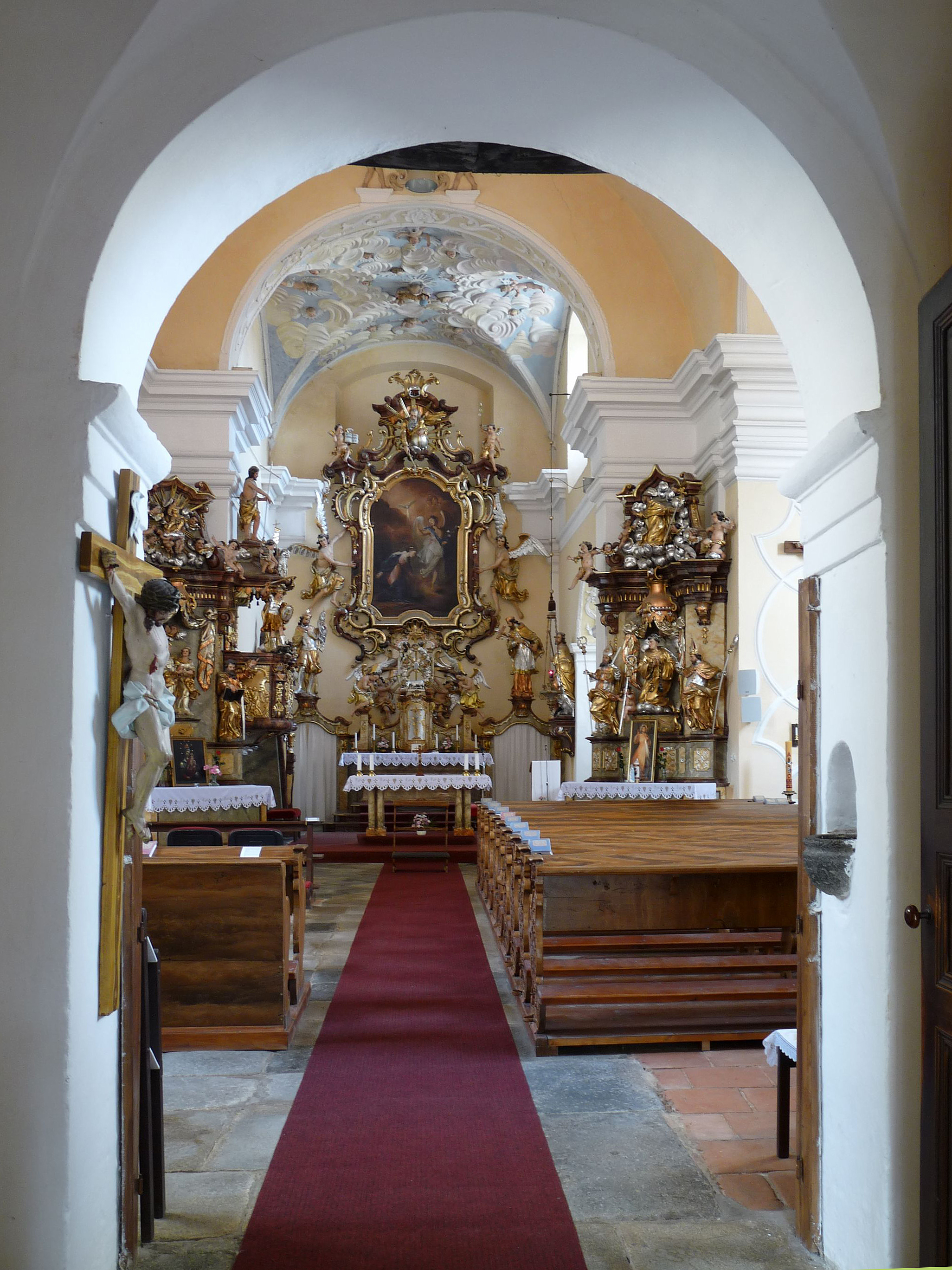
Interiér kostela

Raně barokní kostel Zvěstování Páně, někdy též Zvěstování Panny Marie, z let 1659–1669 nechal na místě staršího chrámu vystavět hrabě Karel Leopold z Caretto-Milessimo (1626–1689) a jeho žena Františka Eusebie baronka Hýzrlová z Chodů (kolem 1635–1668). Tu sem hrabě nechal i pohřbít. Ačkoliv se později tohoto svého velkostatku a zároveň trvalého zázemí vzdal, manželku na své nové panství ve Vilémově (na Čáslavsku), kde vybudoval novou rodinnou hrobku, již nepřenesl. Roku 1735 byly ke kostelu přistavěny boční kaple sv. Jana Nepomuckého a sv. Barbory. Jeho úpravy pak proběhly v 2. polovině 19. století. Roku 1930 byly odkryty zbytky románského kostela s polokruhovým portálem. Podélná stavba na půdorysu latinského kříže, se dvěma bočními kaplemi, věží na severní straně, sakristií s oratoří po jižní straně kněžiště. Zařízení je barokní z 18. století. Hlavní oltář pochází z roku 1773 od Ignáce Hammera z Čimelic. Na hlavním oltáři jsou sochy sv. Šebestiána, sv. Václava a sv. Vendelína. Rovněž zde je obraz Zvěstování Panny Marie, obnovený roku 1897. Boční oltáře jsou zasvěceny Navštívení Panny Marie a sv. Linhartu. V kapli sv. Jana Nepomuckého se nachází postříbřený oltář Panny Marie z roku 1760 (kopie oltáře z Mariazell) a krucifix z téže doby a dále oltář sv. Jana Nepomuckého dovezený snad z Mikulova. V kapli sv. Barbory jsou oltáře sv. Barbory (snad také z Mikulova) a sv. Anny. Křtitelnice je pozdně gotická s reliéfními štítky, v lodi kostela se nachází jedenáct lavic s řezanými postranicemi z první poloviny 18. století, v kapli sv. Jana Nepomuckého se nachází renesanční náhrobek Oldřicha Malovce z roku 1561. Na věži je zavěšen zvon Karel ulitý v roce 1592 známým pražským zvonařem Brikcím z Cymperka. Zvon nechal pro kostel zhotovit tehdejší majitel panství Karel Černín z Chudenic a na Březí, po němž také dostal zvon jméno). Pod kostelem zemanská hrobka.

### Kaple svatého Ducha
Na vrchu nad městem se nachází kaple Svatého Ducha (nazývaná také kaple Seslání Ducha svatého). Jedná se o osmistrannou barokní stavba sklenutou kupolí s lucernou. Kaple se připomíná již před rokem 1661, ale v nynější podobě existuje od 18. století. Ke kapli byla roku 1903 přistavěna podélná loď. V témže roce byla kupole vymalována. Oltář pochází z druhé poloviny 18. století s obrazem Seslání Ducha Svatého a s obrazem Panny Marie Svatodušské (Panny Marie Sněžné) pocházejícím z Říma z roku 1702. Okolo kaple se nachází křížová cesta z 1. poloviny 18. století a s úpravami z 19. století (podílel se na nich Jakub Bursa).

### Židovský hřbitov

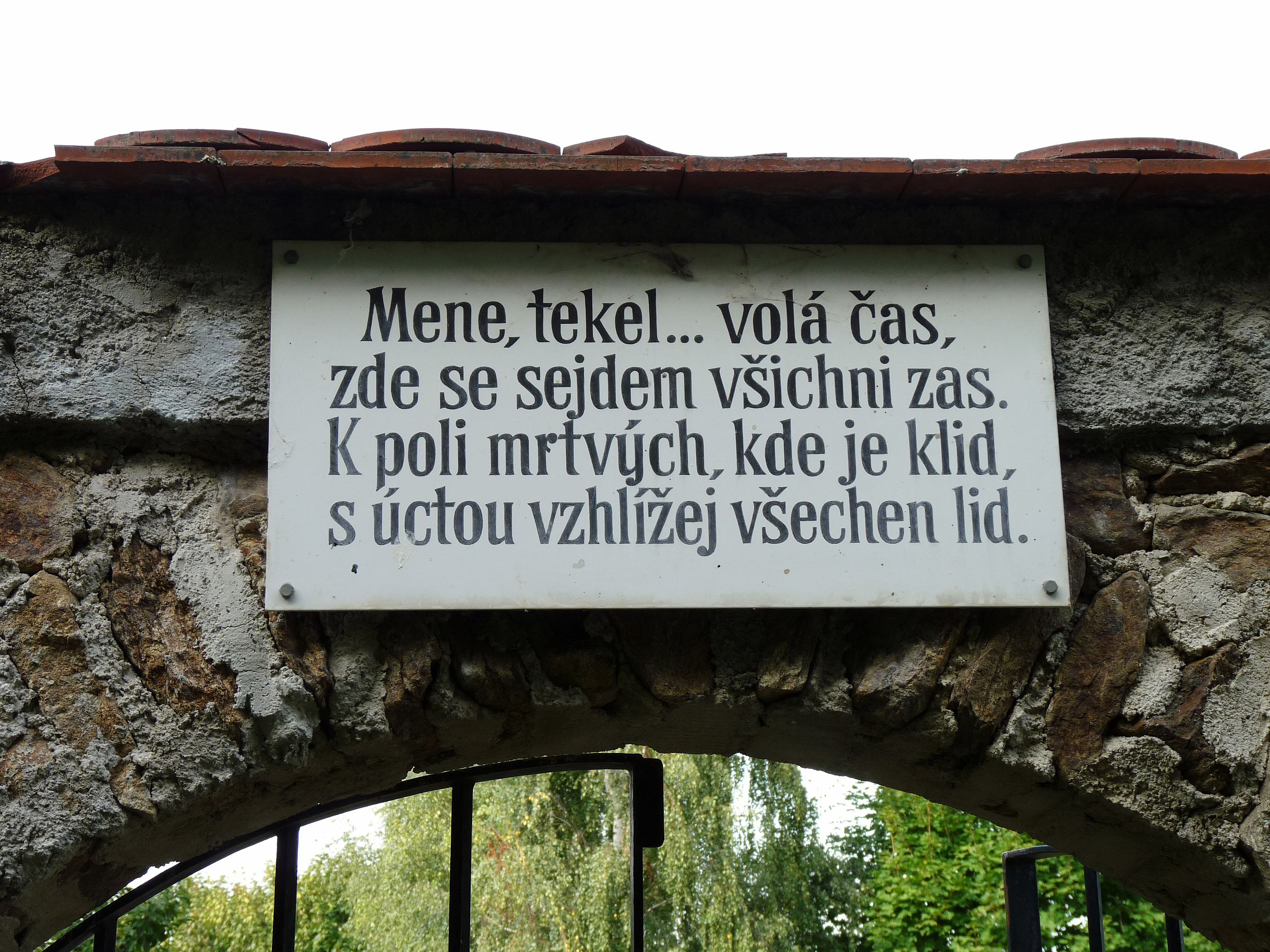
Nápis nad bránou židovského hřbitova

Nedaleko Schmiedova pivovaru se nachází židovský hřbitov se 170 náhrobky, z nichž nejstarší pochází z druhé poloviny 18. století. Náhrobky jsou stejného typu jako v nedaleké Volyni. Hřbitov byl na konci 20. století rekonstruován a je volně přístupný.

### Synagoga a židovská obec
V místě bývalého židovského ghetta (cca 100 metrů jihovýchodně od kostela), čp. 244 se nachází prosté stavení, které židovské náboženské obci zakoupil kníže Dietrichstein v roce 1784. Tato synagoga nahradila původní dřevěnou modlitebnu (přibližně na úrovni domu čp. 6) z roku 1711. Vnitřek synagogy zdobil skleněný lustr z konce 18. století, mosazné lustry a nástěnná renesanční ramena. Záclona před schránkou na tóru pocházela z roku 1811. Hebrejské texty na plátěných páskách pocházely z let 1824, 1836 a 1846. Synagoga byla využívána k bohoslužebným účelům až do roku 1924, kdy byla prodána na bydlení manželům Stuchlým.
Zdejší židovská obec měla nejvíce členů kolem roku 1830 a to 130. Později však začala upadat a samostatná náboženská obec ve Vlachově Březí zanikla v roce 1890. V roce 1924 se spojila s židovskou obcí v nedaleké Volyni. Na počátku 2. světové války zůstala ve Vlachově Březí pouze rodina Ledererů, jejichž obě děti unikly jisté smrti včasným odjezdem do Dánska. Z dospělých členů rodiny hrůzy koncentračního tábora nikdo nepřežil.

### Pivovar
Rozsáhlá barokní budova panského pivovaru z 18. století je součástí zámeckého areálu. Na obou stranách je pivovar zakončen výraznými barokními štíty a ve středu budovy se nachází velká, do obou pater sklenutá síň.

### Socha svatého Jana Nepomuckého na náměstí

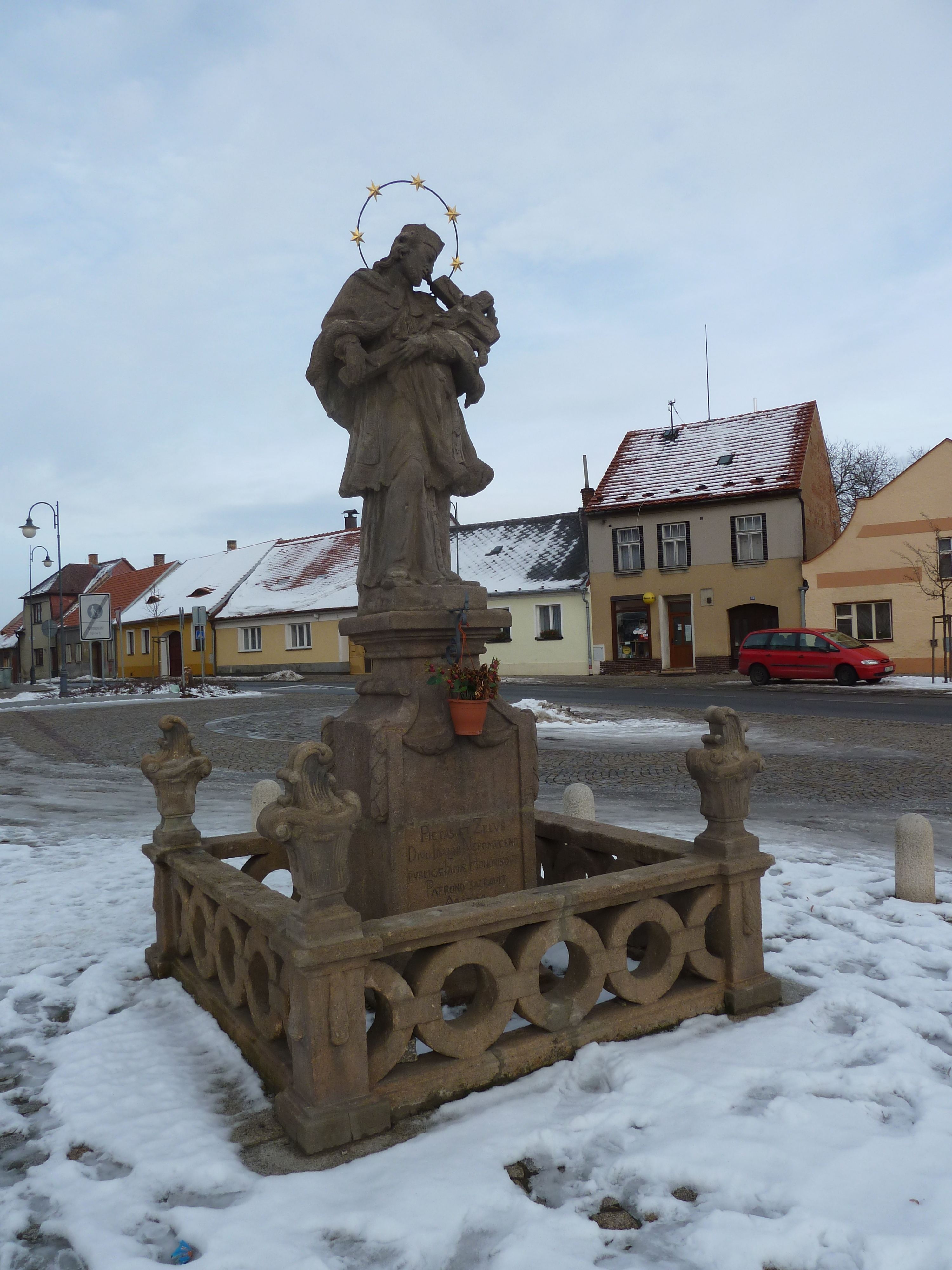
Socha sv. Jana Nepomuckého

Socha pochází z roku 1794 a na podstavci je nápis:

### Socha Panny Marie na náměstí
Socha Neposkvrněné Panny Marie byla zhotovena roku 1774 (obnovena v letech 1883 a 1900) z pískovce.

## Části města
- Vlachovo Březí
- Dachov
- Dolní Kožlí
- Doubrava
- Horní Kožlí
- Chocholatá Lhota
- Mojkov
- Uhřice

Od 1. července 1980 do 23. listopadu 1990 k městu patřily i Budkov a Pěčnov a od 1. července 1985 do 23. listopadu 1990 také Beneda, Dolní Nakvasovice, Horní Nakvasovice a Želibořice.

## Významné osobnosti
- Josef Drechsler (1782–1852), hudební skladatel a pedagog
- Vojtěch Kareš (1787–1834), kněz
- Jan Vlastislav Plánek (1789–1865), truhlář, básník, obrozenec a amatérský historik
- František Turinský (1797–1852), básník, spisovatel, úředník a soudce
- Jakub Bursa (1813–1884), jihočeský lidový umělec, zedník a stavitel, představitel tzv. selského baroka
- Jan Neruda (1834–1891), český básník a novinář
- Jan Matulka (1890–1972), americký malíř českého původu
- Josef Brož (1927–2005), československý volejbalový reprezentant, mistr světa a mistr Evropy, úspěšný reprezentační trenér
- Leo Vaniš (1936–2005), výtvarník, výtvarný pedagog Univerzity Karlovy v Praze
- Helena Vanišová (* 1951), výtvarnice
- Jeroným Klimeš (* 1967), psycholog
- Leo Vaniš (* 1979), výtvarník, výtvarný pedagog

## Galerie

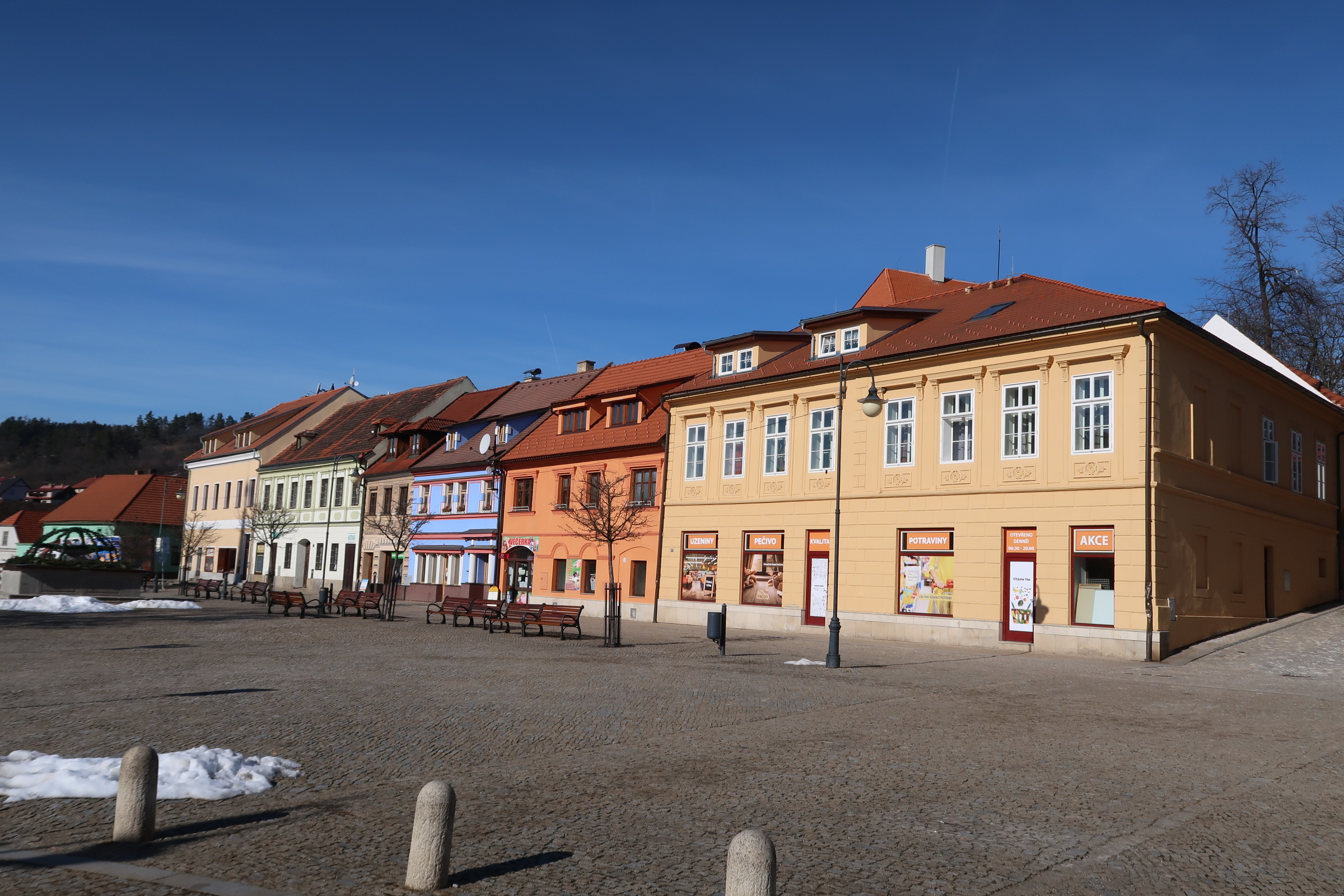
Náměstí Svobody
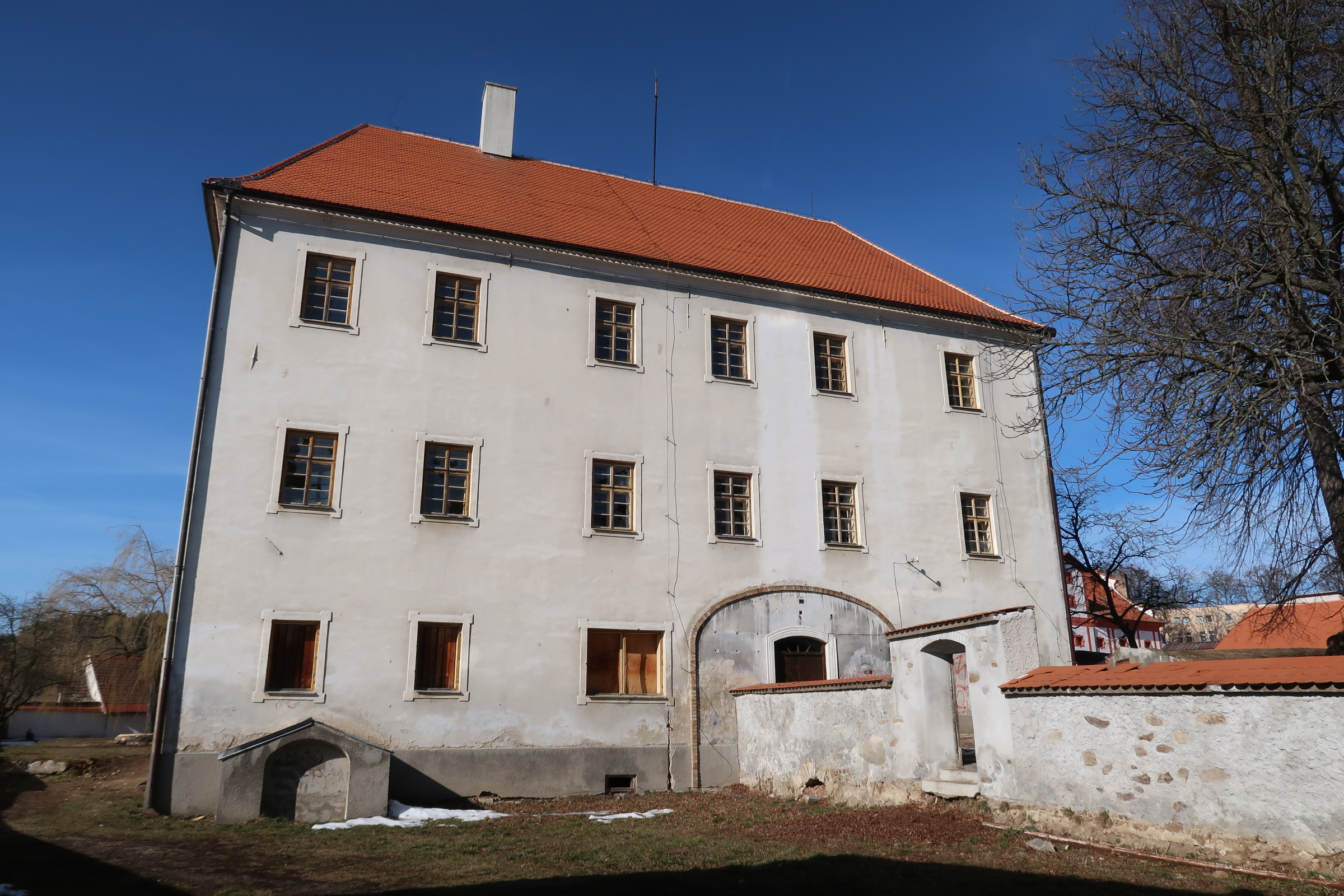
Zámek
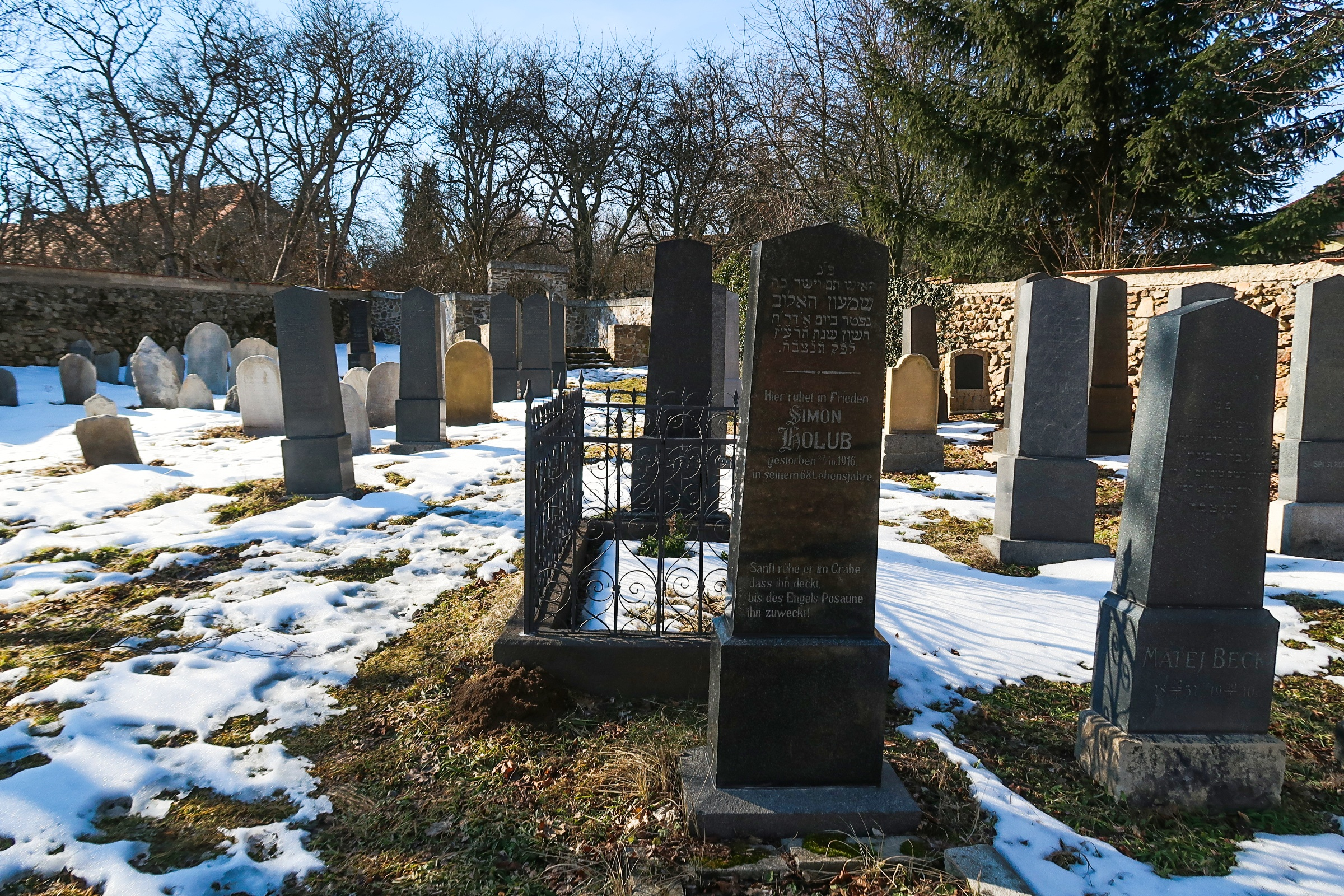
Židovský hřbitov
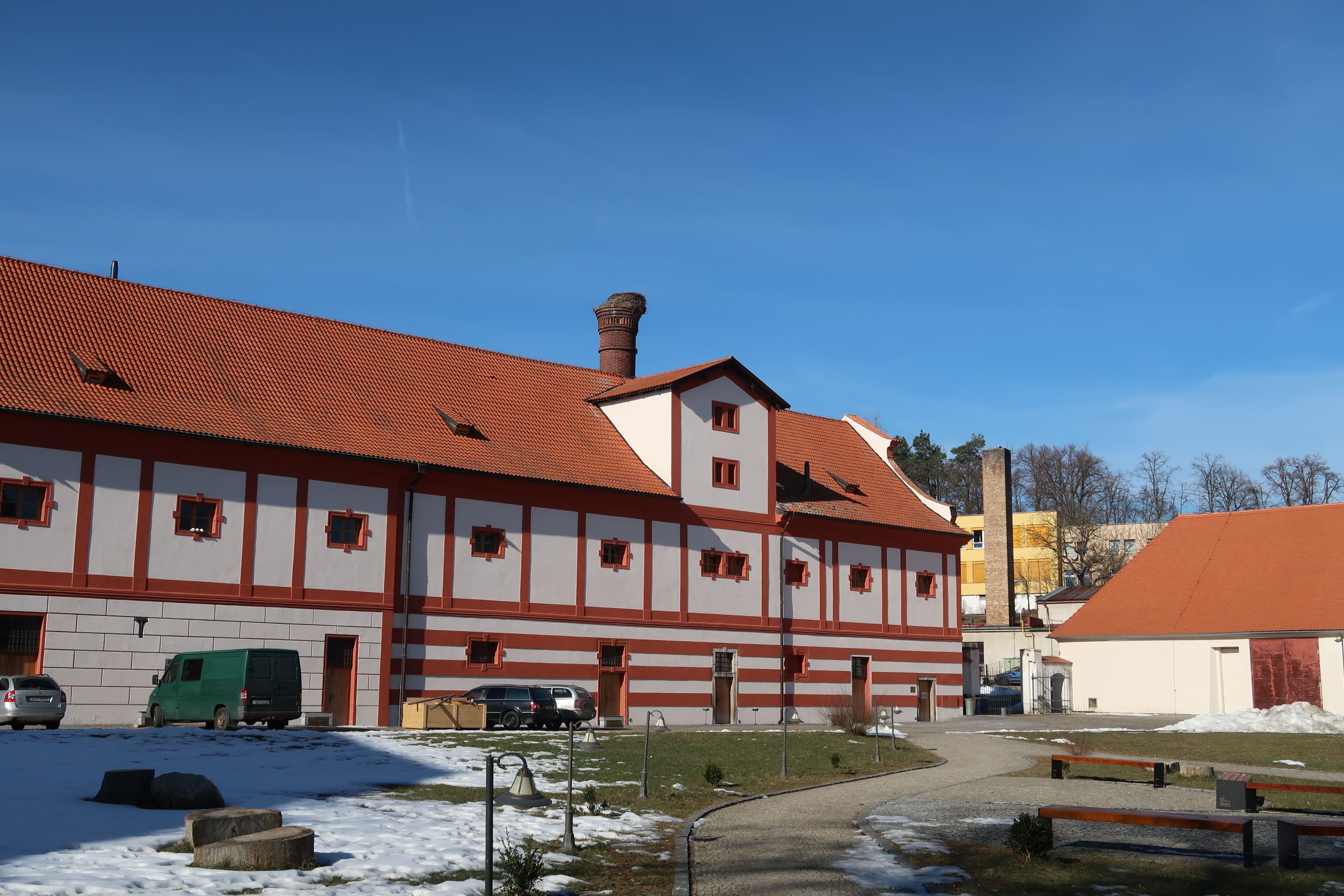
Panský pivovar z nádvoří zámku
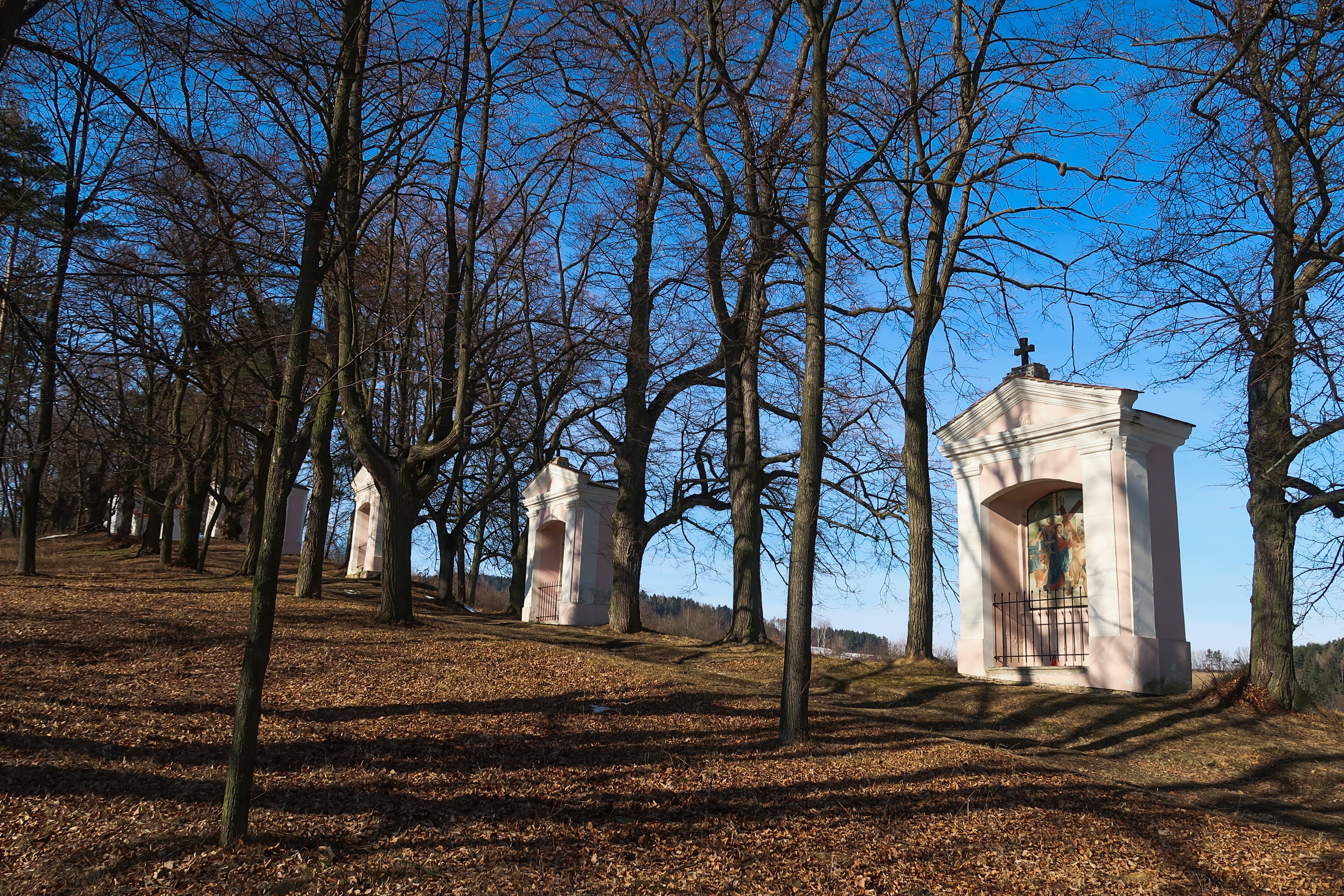
Křížová cesta pod kostelem sv. Ducha
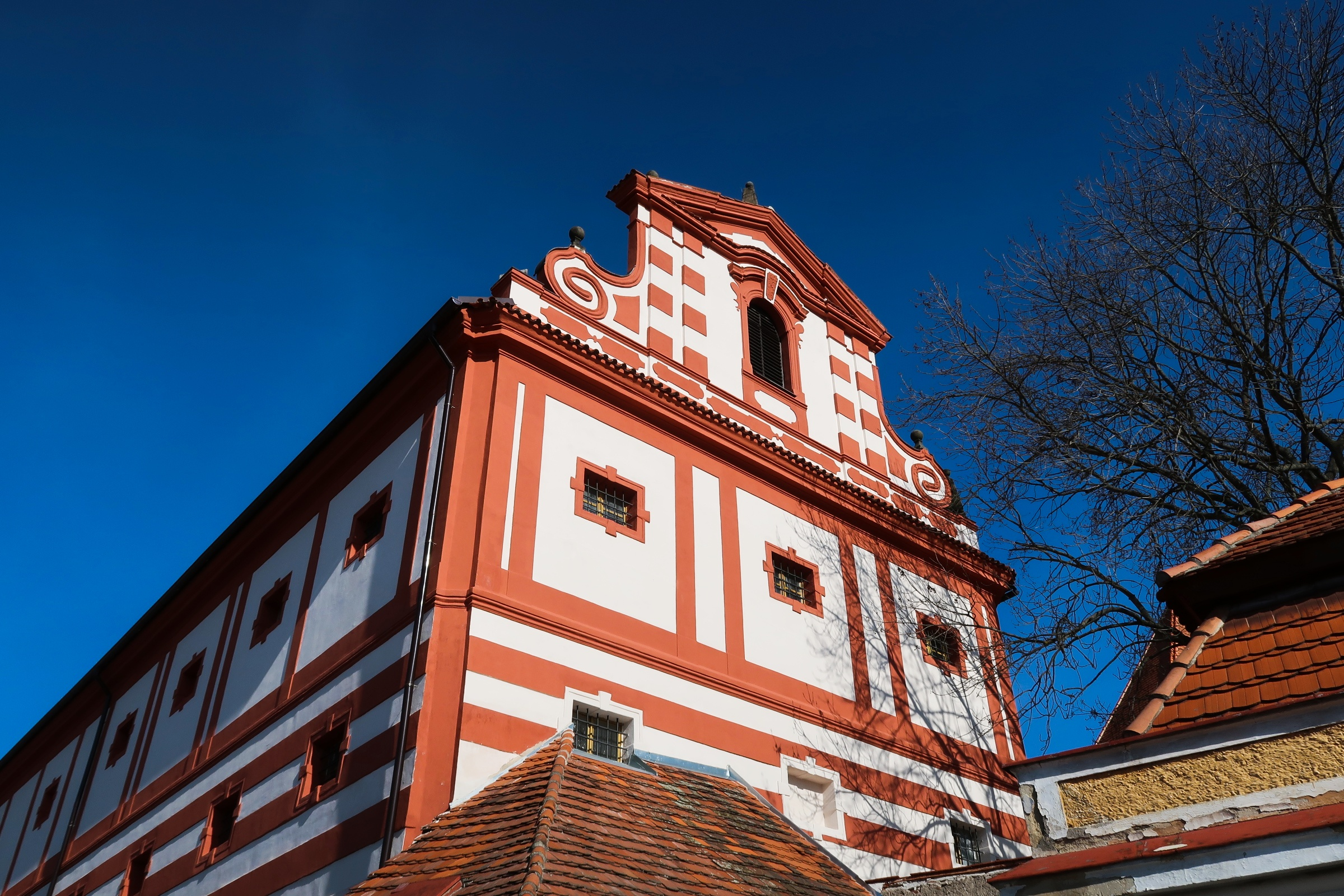
Panský pivovar
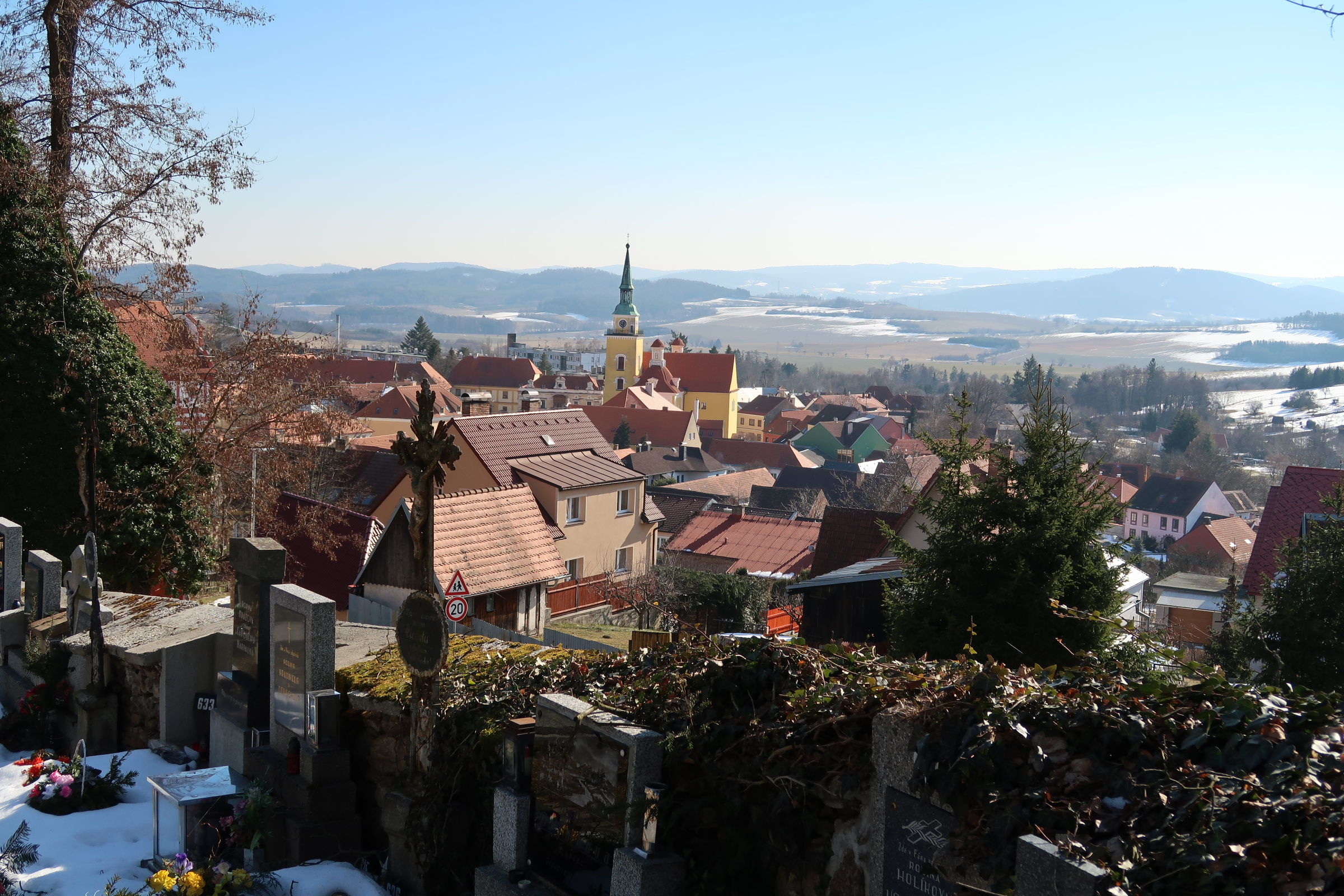
Pohled ze hřbitova
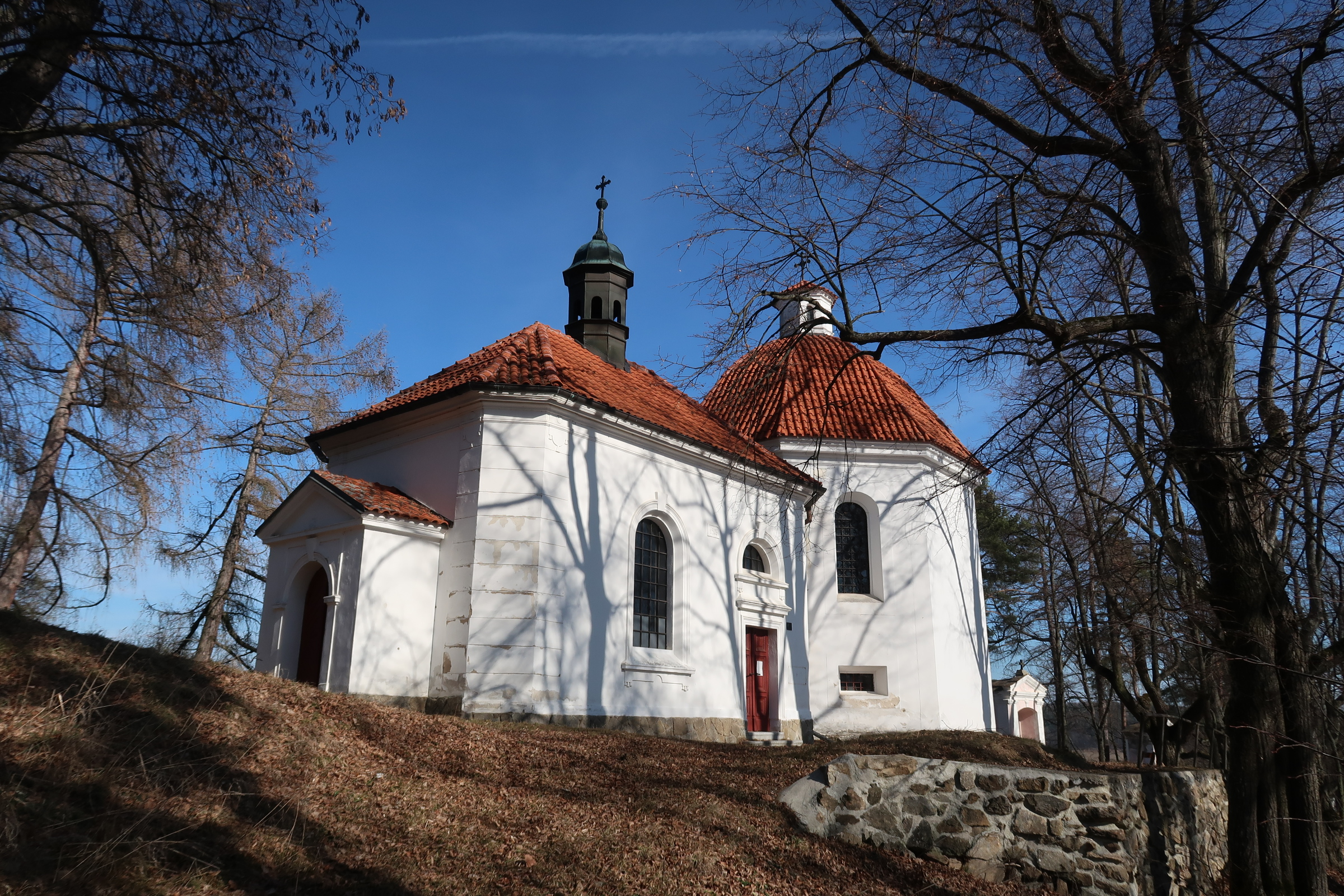
Kostel sv. Ducha
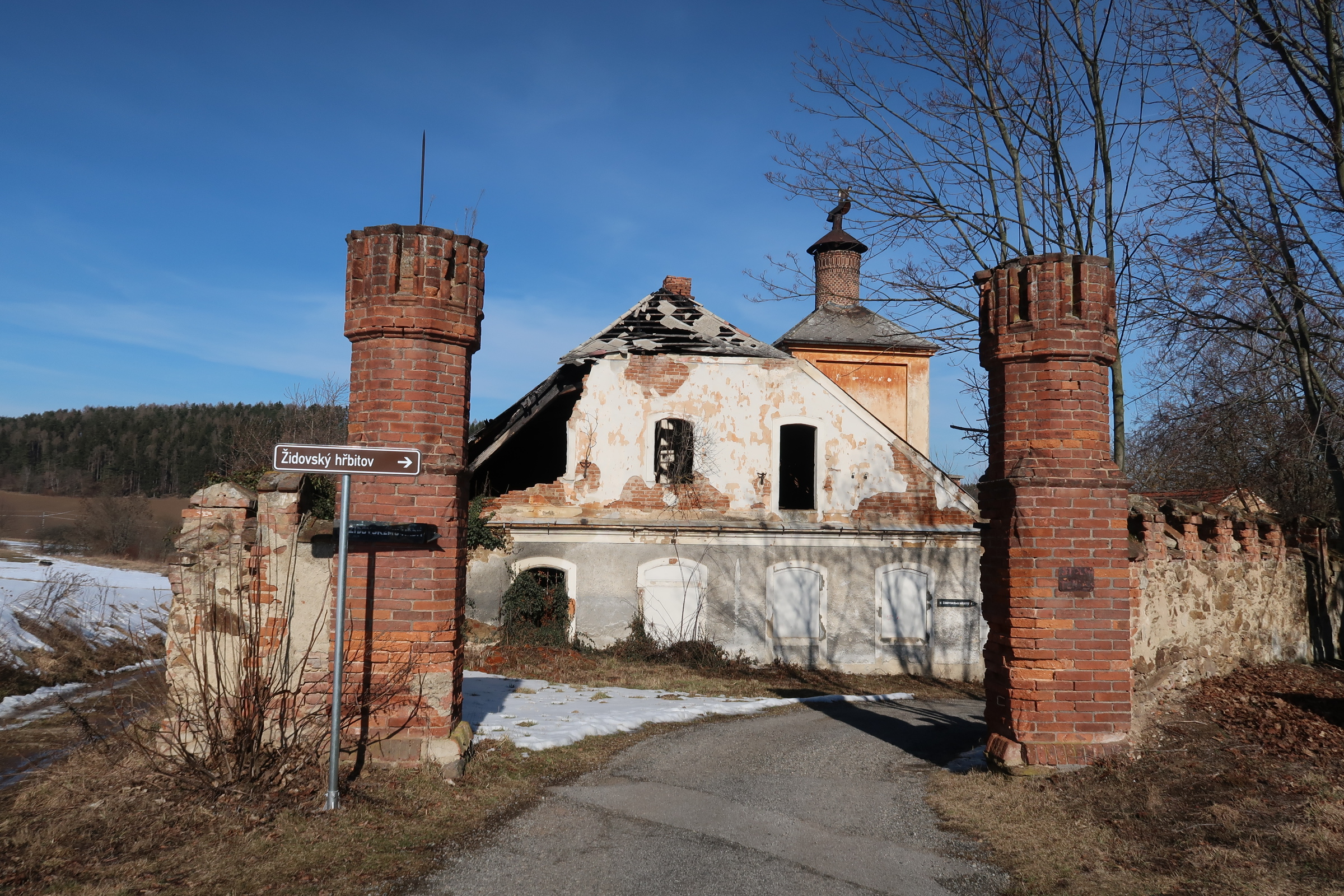
Schmiedův pivovar